# Ctenanthe setosa
Ctenanthe setosa är en strimbladsväxtart som först beskrevs av William Roscoe, och fick sitt nu gällande namn av August Wilhelm Eichler. Ctenanthe setosa ingår i släktet Ctenanthe och familjen strimbladsväxter. Inga underarter finns listade.

## Bildgalleri

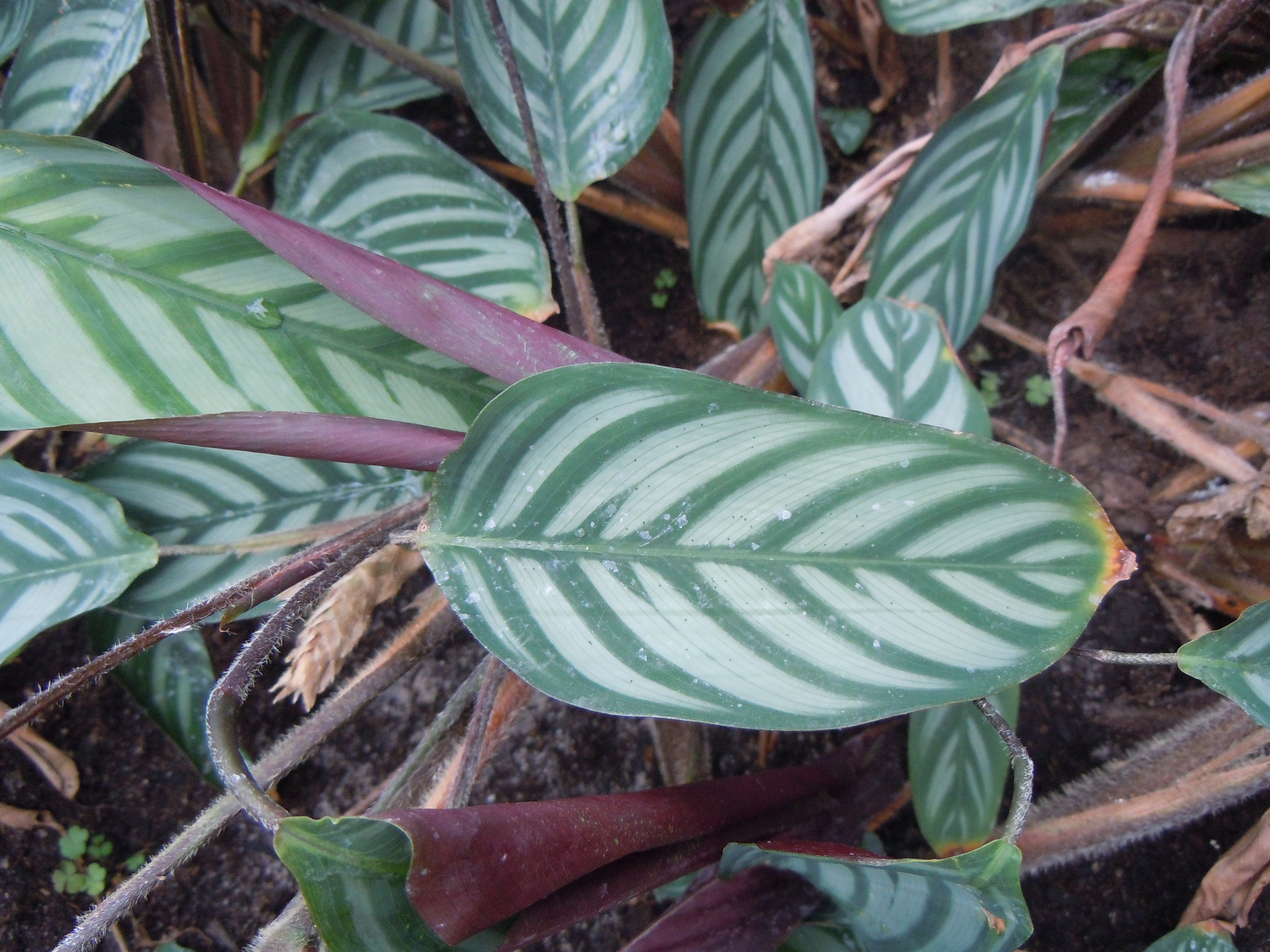
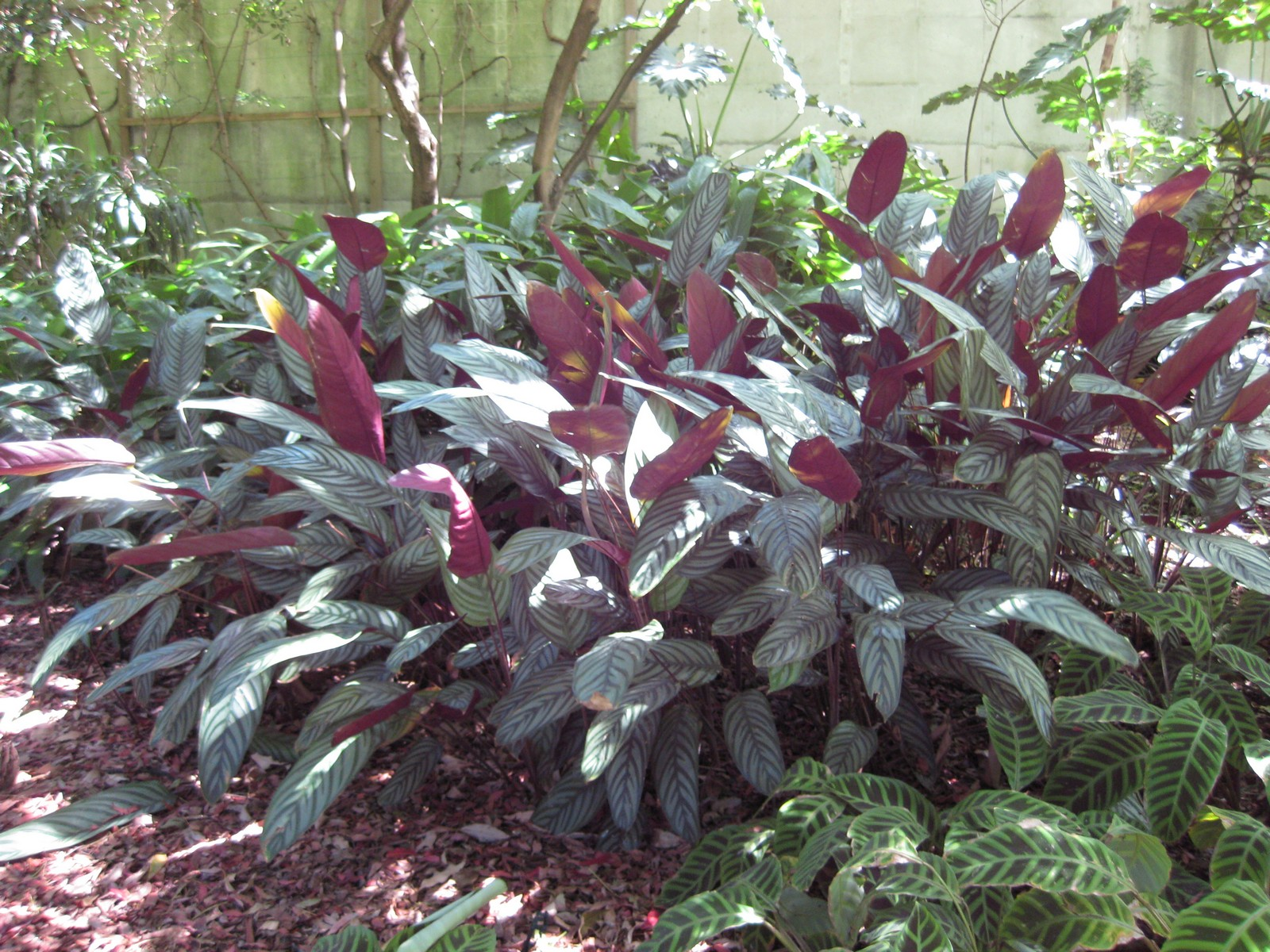
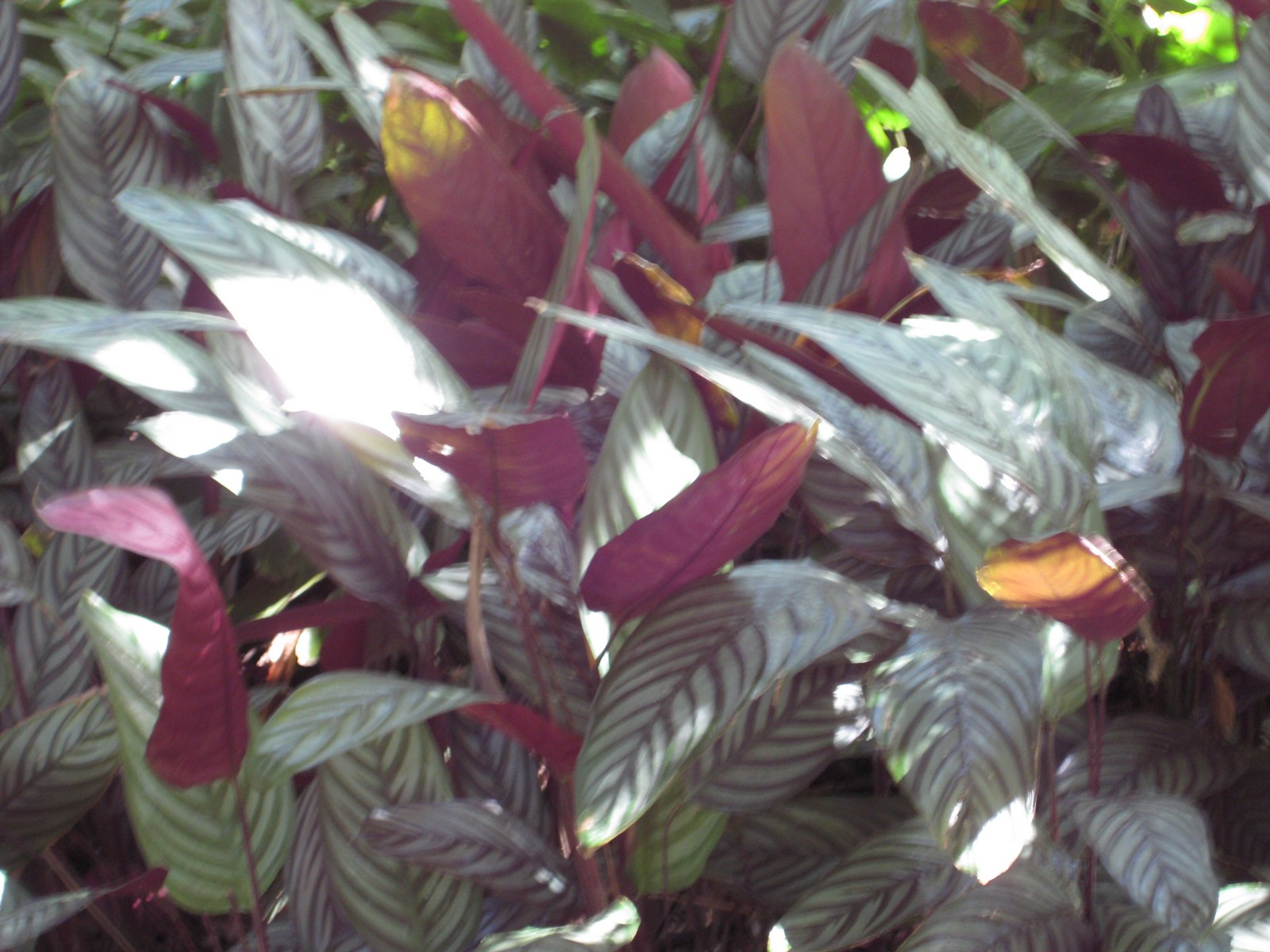
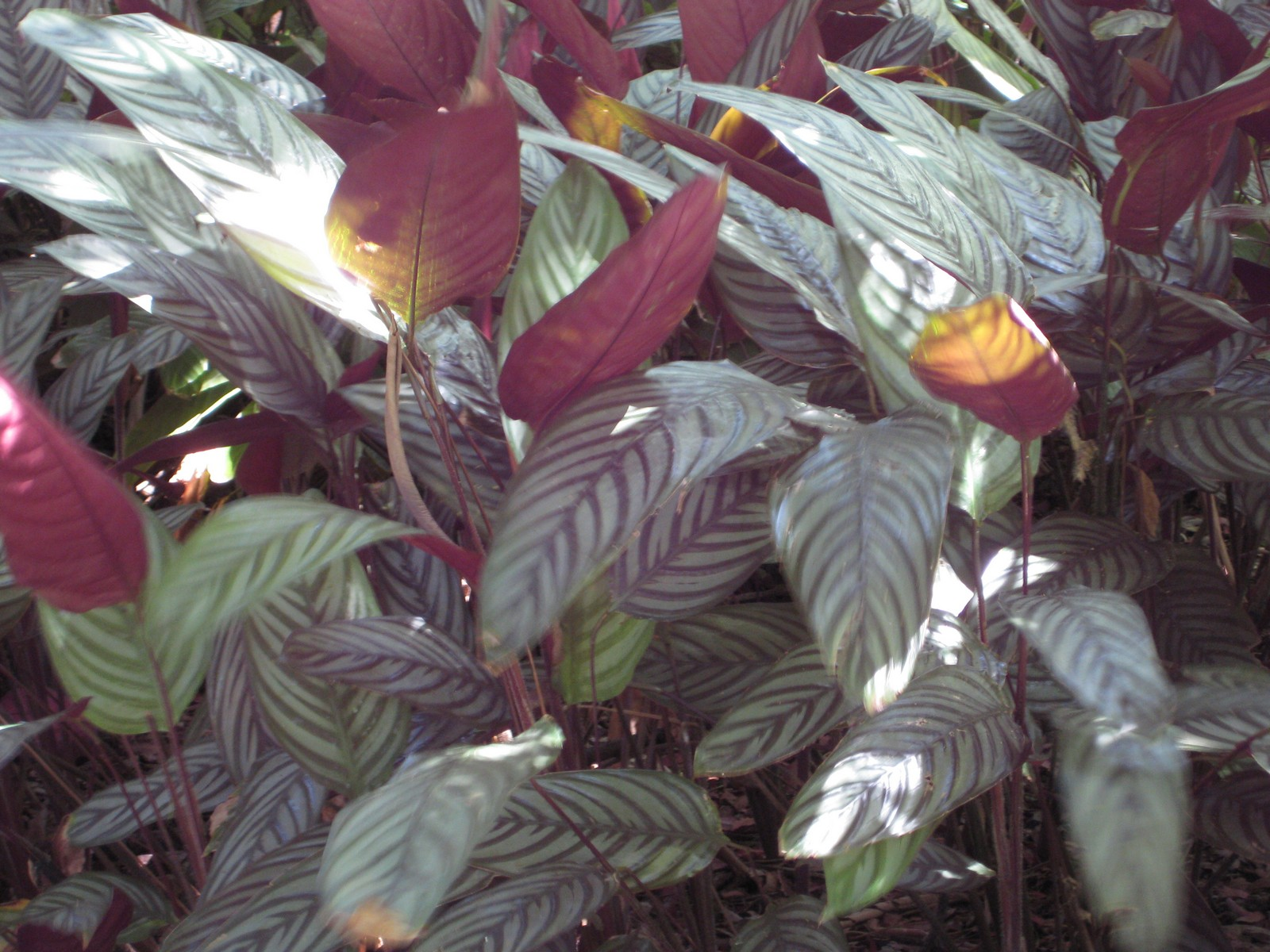